# Psalistops tigrinus
Psalistops tigrinus is een spinnensoort uit de familie Barychelidae. De soort komt voor in Venezuela.